# Güéjar Sierra (kommunhuvudort)
Güéjar-Sierra är en ort i Spanien. Den ligger i provinsen Provincia de Granada och regionen Andalusien, i den södra delen av landet, 400 km söder om huvudstaden Madrid. Güéjar-Sierra ligger 1 101 meter över havet och antalet invånare är 3 009.
Terrängen runt Güéjar-Sierra är kuperad åt nordväst, men åt sydost är den bergig. Runt Güéjar-Sierra är det glesbefolkat, med 11 invånare per kvadratkilometer. Närmaste större samhälle är Granada, 15,2 km väster om Güéjar-Sierra. 